# 下路街道
下路镇，是中华人民共和国重庆市石柱土家族自治县下辖的一个乡镇级行政单位。

## 行政区划
下路镇下辖以下地区：
红岩社区、高平村、天泉村、高鹿村、银河村、上进村、柏树村、双香村、白鹤村、金彰村、湖海村和照明村。